# Albatros Flugzeugwerke
Albatros Flugzeugwerke byl německý výrobce letadel, který se proslavil jako dodavatel výkonných stíhacích letounů během první světové války.
Společnost měla sídlo v Johannisthalu v Berlíně, kde také byla v roce 1910 založena. Během první světové války vyráběla jedny z nejvýkonnějších stíhacích letadel na světě, z nichž nejvýznamnější byly Albatros D.III a Albatros D.V. Do konce roku 1918 vyrobil Albatros více než 10 300 kusů letadel. V dubnu 1914 byla v Schneidemühlu (Poznaňsko) založena dceřiná společnost „Ostdeutsche Albatros Werke“ a v září 1916 v berlínském Friedrichshagenu ještě malá továrna na větroně.
Společnost fungovala až do roku 1931, kdy byla včleněna do firmy Focke-Wulf.

## Typy vyráběné během první světové války
1914

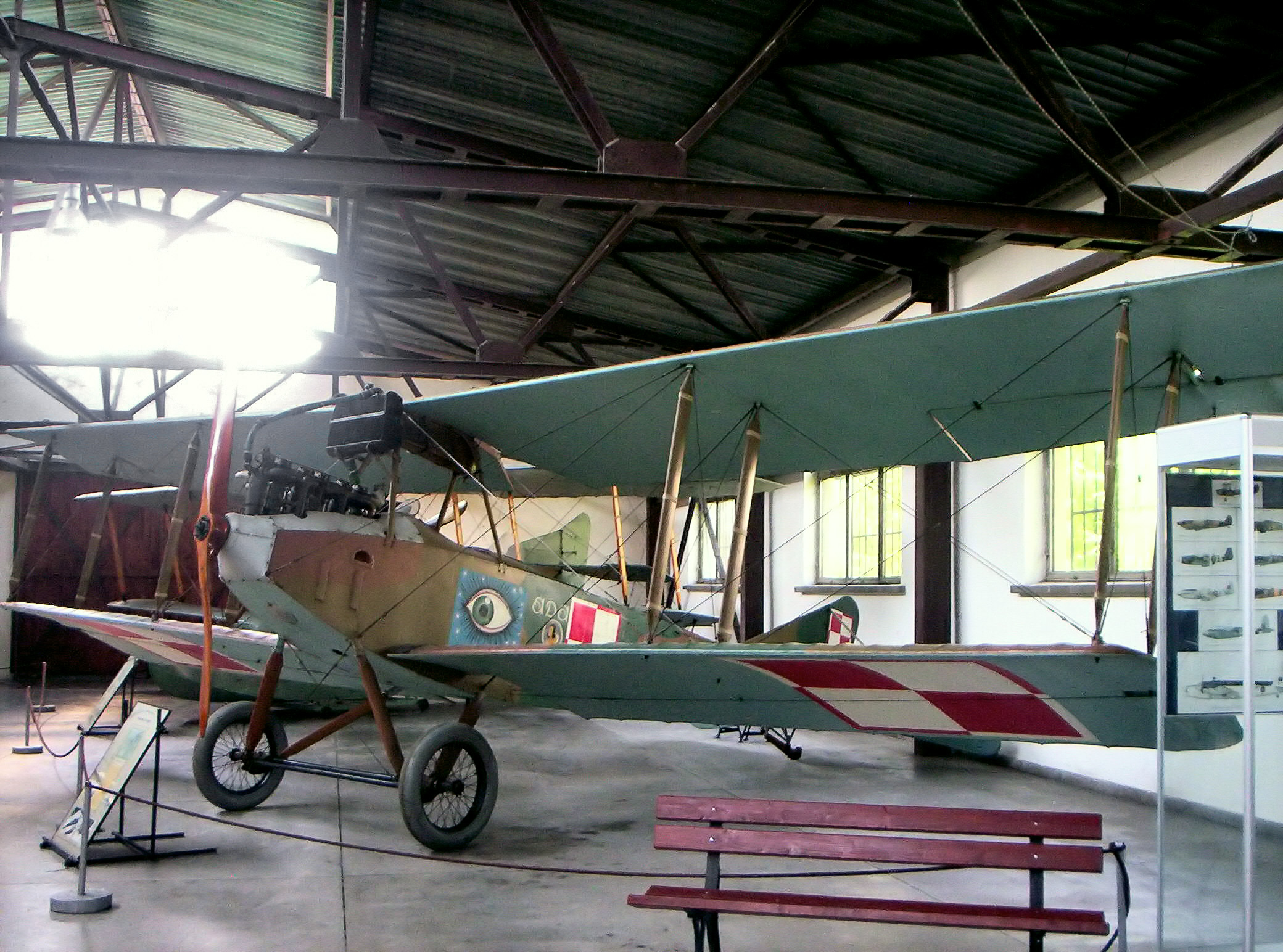
Albatros B.II

- Albatros B.III (Typ L 5), průzkumný letoun
- Albatros W.1, vodní průzkumný letoun

1915
- Albatros B.II, neozbrojený průzkumný letoun (od roku 1915 standardní cvičný letoun)
- Albatros B (K351B), vodní cvičný letoun
- Albatros C.I (Typ L 6), průzkumný letoun
- Albatros C.III (Typ L 10), průzkumný letoun
- Albatros C.Ia (Typ L 6), průzkumný letoun

1916
- Albatros D.I, stíhací letoun
- Albatros D.II, stíhací letoun
- Albatros D.IV, stíhací letoun (prototyp)
- Albatros W.IV, stíhací letoun (hydroplán)

1917
- Albatros L 30, standardní cvičný letoun
- Albatros D.III, stíhací letoun
- Albatros D.V, stíhací letoun
- Albatros D.VII, experimentální letoun
- Albatros Dr.I, experimentální letoun (stíhací)

1918
- Albatros D.X, experimentální letoun (stíhací)
- Albatros D.XI, experimentální letoun (stíhací)
- Albatros D.XII, experimentální letoun (stíhací)
- Albatros D.VI, experimentální letoun (stíhací)
- Albatros D.IX, experimentální letoun (stíhací)
- Albatros Dr.2, experimentální letoun (stíhací)

## Poválečné typy
- Albatros Al 101, 'L 101', dvoumístný sportovní a cvičný letoun z roku 1930
- Albatros Al 102, 'L 102', dvoumístný sportovní a cvičný letoun z roku 1931
- Albatros Al 103, 'L 103', dvoumístný sportovní a cvičný letoun z roku 1932